# Pinguicula sharpii
Pinguicula sharpii este o specie de plante carnivore din genul Pinguicula, familia Lentibulariaceae, ordinul Lamiales, descrisă de S.J. Casper și Amp; K. Kondo. Conform Catalogue of Life specia Pinguicula sharpii nu are subspecii cunoscute.